# Disneyland Park (París)
|  | No s'ha de confondre amb el resort Disneyland Paris. |

Disneyland Park, o Parc Disneyland, és un parc temàtic situat a Marne-la-Vallée, prop de París, a França. El parc també s'ha anomenat Euro Disneyland fins al 1994, any que canvià el seu nom per Disneyland Paris. Des del 2002 el nom oficial és Disneyland Park (o bé Parc Disneyland). Tot i això el nom més utilitzat per tothom per a referir-se al parc continua sent Disneyland Paris per diferenciar-lo dels altres Magic Kingdom.
És el dècim lloc turístic de França després de Notre-Dame amb 15,4 milions de visitants anuals.

## El concepte
El concepte del parc es basa en l'estil de Regne Màgic dels diferents parcs Disney des de l'original a Califòrnia amb xicotetes variacions per tal de satisfer la població europea força més exigent que la nord-americana o l'asiàtica.

## Àrees

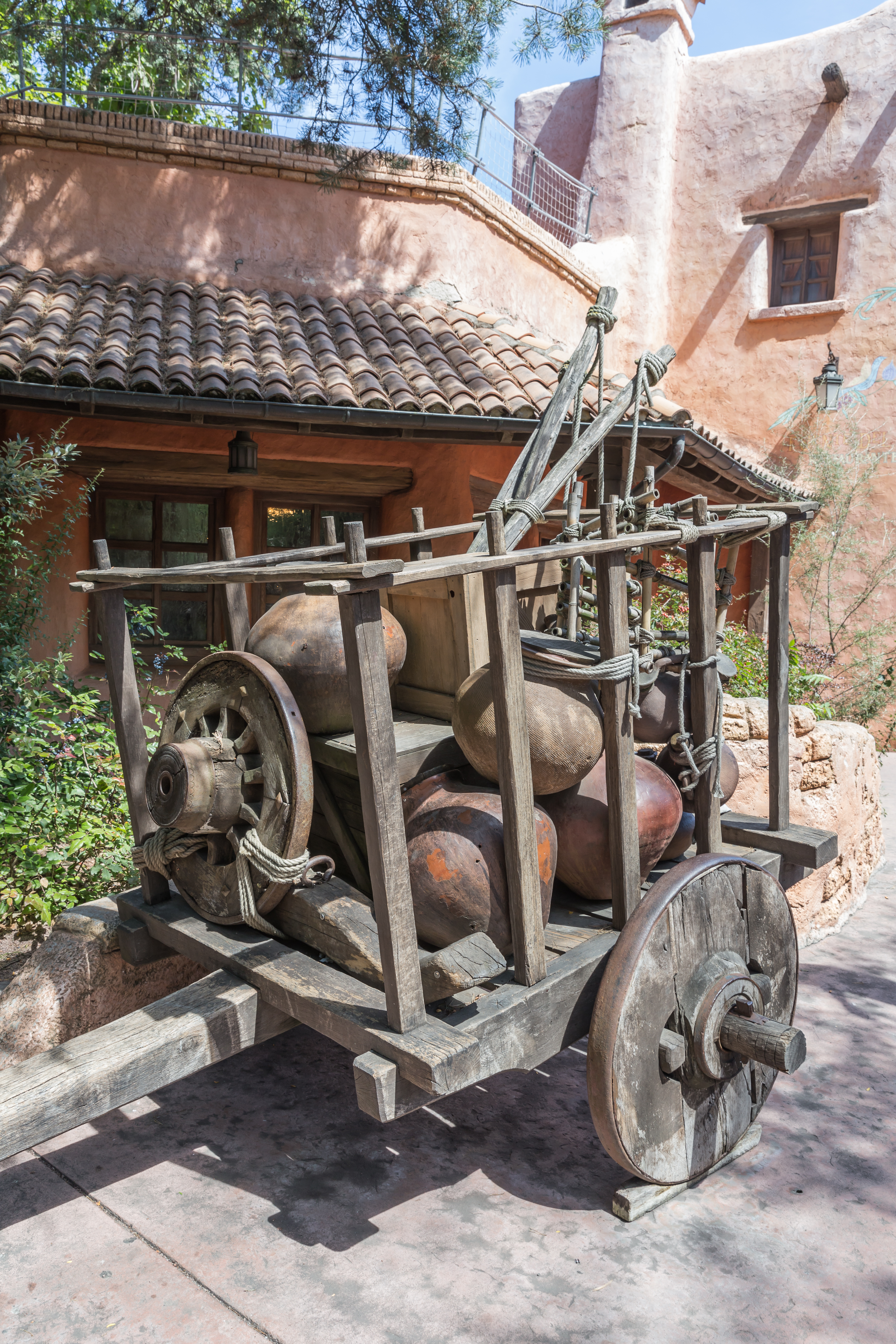
Carretó a Disneyland París

El parc es distribueix de manera radial al voltant de Sleeping Beauty Castle en una versió més imaginativa que la dels altres parcs Disney. Això es deu al fet que en dissenyar el parc els imagineers de Disney comptaren que, al contrari que asiàtics i americans, els europeus estan acostumats a conviure amb castells, i per això a Disneyland París el castell havia de ser molt més fantàstic perquè atraguera els europeus.

### Main Street U.S.A.
Inspirada en les ciutats americanes de principis de segle XX aquesta àrea et dona la benvinguda al parc, comença després del Disneyland París Railroad, a partir del qual s'estén un carrer travessat per un tramvia ple de les botigues de Disneyland que acaba en una gran plaça circular i el castell de la bella dorment al fons. Aquesta àrea no compta amb atraccions però sol estar animada pels personatges del parc.

### Discoveryland
Es tracta d'una adaptació del Tomorrowland dels altres parcs de la Disney i un cop més d'una adaptació del concepte americà al públic europeu ressaltant en aquesta àrea l'estètica de l'arquitectura verniana.
L'atracció estrella d'aquesta àrea és Star Wars Hyperspace Mountain, que fou instal·lada el 1995 i remodelada el 2017. Altres atraccions: Autopia, Les Mystères du Nautilus, Orbitron, Buzz Lightyear Laser Blast, Star Tours: The Adventures Continue (basada en Star Wars), Welcome to Starport: A Star Wars Encounter i Star Wars: Path of the Jedi. Compta amb una zona de jocs d'arcade.

### Fantasyland
És el país de conte de fades del parc, amb atraccions per a xiquets menuts i grans basades en els clàssics Disney. Es troba just darrere del Castell de la Bella Dorment, i podem trobar entre altres tematitzacions l'espasa d'Artús, la fava màgica, etc. Així, a diferència dels altres parcs disney, aquesta zona està dividida en dos per un xicotet riu tal com descriuen els marcs de la majoria de contes centre-europeus. Les atraccions d'aquesta zona són Alice's Curious Labyrinth, Blanche-Neige et les Sept Nains, Casey Jr. – le Petit Train du Cirque, La Galerie de la Belle au Bois Durmant, Les Voyages de Pinoccio, Le Carrousel de Lancelot, Les Pays des Contes de Fées, Peter Pan's Flight, Dumbo the Flying Elephant, La Tanière du Dragon, Mad Hatter's Tea Cups, Meet Mickey Mouse, 'it's a small world', Princess Pavilion i Sleeping Beauty Castle.

### Adventureland
S'entra des de la plaça central a través de l'Adventureland Bazaar un soc àrab o des de les àrees contigües i és la part més exòtica del parc. És l'únic parc d'estil Magic Kingdom on el mitjà orient té cabuda. La zona s'articula al voltant d'un llac central amb una illa al seu centre que evoca les illes pirates, amb un dels elements permanents en els parcs Disney com és Le Cabane des Robinson sobre un exemplar de Disneyodendron. Les atraccions principals d'aquesta àrea són la Indiana Jones and the Temple of Peril i Pirates of th Caribbean, de la qual va sorgir la pel·lícula del mateix nom.

### Frontierland
És la zona dedicada a l'oest americà i la frontera mexicana recreant la vila inventada de Thunder Mesa. Com a atraccions d'aquesta zona destaquen el Big Thunder Mountain muntanya russa fidel a l'original nord-americà i Phantom Manor casa del terror on es combinen diversos efectes especials. Per als que no els agraden les emocions fortes es poden donar un passeig en un autèntic vaixell de vapor al Thunder Mesa Riverboat Landing. Al Teatre Chaparral es pot gaudir de l'espectacle acrobàtic Tarzà, la retrobada.

## L'animació
El parc compta amb una contínua animació tant de personatges Disney que s'hi fan fotos amb tot aquell qui s'aprope a d'ells i que a més actuen tal com ho faria el personatge, ressalten per exemple el mal enginy de la Reina de Cors o d'En Yaffar. A més a determinades hores, tot el parc es reunix en un itinerari que ix del camí entre Discoveryland i Fantasyland per a seguir les cavalcades de personatges Disney que recorren al costat del castell de la Bella Dorment per a finalitzar en el carrer principal de Main Street U.S.A.

## Conseqüències de la implantació
Les conseqüències de la implantació del complex Disney foren la creació d'una vila turística sorgida des de zero, que es convertí ràpidament en un pol d'atracció per a tot Europa i la revitalització de l'est de l'Illa de França. A banda dels 12.000 treballadors d'Euro Disney SCA, es compten en 11.000 els treballs indirectes generats al voltant del ressort. A més comportà a la zona la millora de les infraestructures de transport i de serveis.